# ۶۹۲ (پیش از میلاد)
۶۹۲ (پیش از میلاد) ۶۹۲مین سال قبل از تقویم میلادی است.